# 妮可·米諾魯
妮可·米諾魯，又稱格林姐姐（Sister Grimm），是美國漫威漫畫出版的超級英雄。該角色由作家布賴恩·沃恩（Brian K. Vaughan）和藝術家阿德里安·阿爾弗納（Adrian Alphona）於2003年創作，並在《離家童盟》第一輯首次亮相（2003年7月）。像初始離家者中的每個成員一樣，妮可是自稱超級反派“邪傲會”的女兒。就她而言，她是黑暗巫師的女兒。一被發現，妮可就與其他離家者逃跑了，但後來發現她繼承了父母的神奇才能。每當妮可流血時，就會從她的胸部冒出一個強大的法杖，稱為One of Staff，讓妮可使用魔法。
在《離家童盟》妮可無奈地成為了她那非正式的，毫無名字的超級英雄團隊的領導者，使她成為了少數幾位美國日裔超級女英雄團隊的領導者之一。 Nico的商標是她精緻華麗的哥特式衣著。妮可（Nico）像她的父母和曾祖母一樣是個女巫，幾乎所有可以想像到的咒語。妮可（Nico）運用自己的才智來彌補父母的惡行，並降低“邪傲會”（Pride）在洛杉磯犯罪組織的罪行。
在漫威宇宙中，她於《復仇者聯盟競技場》（Avengers Arena）及其續集《隱藏復仇者》（Avengers Undercover）登場，其中講述了MurderWorld中為期30天的死亡競賽的倖存者。妮可因這些事件而受了創傷，暫時離開了離家者。後來她加入了漫威的第一支全女性復仇者聯盟，即A-Force。
在漫威電影宇宙中，Nico Minoru在Hulu電視連續劇《離家童盟 (電視劇)》，由麗瑞卡·岡野飾演。

## 出版歷史
妮可·米諾（Nico Minoru）首次出現在《離家童盟》（Runaways＃1）（2003年7月）中，由布賴恩·沃恩（Brian K. Vaughan）和阿德里安·阿爾方（Adrian Alphona）共同創立。
在布萊恩·沃恩（Brian K. Vaughan）的系列初稿中，妮可（Nico）叫瑞秋·墨西拿（Rachel Messina）。 她的父母仍然是魔術師，但偽裝成富有的古董商。 這個封面故事最終被蓋特（Gert）的時間旅行父母所使用。原本妮可的力量之源不是她母親的魔杖，而是羅伯特·米諾（Robert Minoru）的拼寫本。
妮可·米諾（Nico Minoru）出現在《復仇者聯盟競技場》（Avengers Arena）中，這是丹尼斯·霍普萊斯（Dennis Hopeless）和凱夫·沃克（Kev Walker）的新作，以及其續作《隱藏復仇者》（Avengers Undercover）。
妮可（Nico）出現在阿卡迪亞戰隊（A-Force）中，這是由格溫多琳·威森（G. Willow Wilson），瑪格麗特·班尼特（Marguerite Bennett）和豪爾赫·莫利納（Jorge Molina）在漫威的《秘密戰爭》大戰中推出的全女性復仇者聯盟的主角之一。

## 其他媒體

### 影集
在漫威電影宇宙中，《離家童盟 (電視劇)》，由麗瑞卡·岡野飾演。

### 電子遊戲
- 《漫威：未來之戰》，玩家可使用角色。
- 《漫威午夜之子》

## 資料來源
1. ↑  DeFalco, Tom; Sanderson, Peter; Brevoort, Tom; Teitelbaum, Michael; Wallace, Daniel; Darling, Andrew; Forbeck, Matt; Cowsill, Alan; Bray, Adam. . DK Publishing. 2019: 240. ISBN 978-1-4654-7890-0.
2. 1 2  K. Vaughan, Brian; Adrian Alphona. . Runaways 1. Takeshi Miyazawa. Marvel. 2005-08-10: 448  [2008-01-02]. ISBN 0-7851-1876-4.
3. ↑  Sunu, Steve. . Comic Book Resources. 13 September 2012  [13 September 2012]. （原始内容存档于2012-12-17）.
4. ↑  . Comicbook.com.   [2021-03-14]. （原始内容存档于2019-05-24）.
5. ↑  . USA TODAY.   [2021-03-14]. （原始内容存档于2019-12-13）.